# Janeth Jepkosgei
Janeth Jepkosgei Busienei, kenijska atletinja, * 13. december 1983, Kabirirsang, Kenija.
Nastopila je na poletnih olimpijskih igrah v letih 2008 in 2012, leta 2008 je osvojila naslov olimpijske podprvakinje v teku na 800 m, leta 2012 pa sedmo mesto. Na svetovnih prvenstvih je v isti disciplini osvojila naslov prvakinje leta 2007 ter srebrni medalji v letih 2009 in 2011, na igrah Skupnosti narodov pa naslov prvakinje leta 2006. 